# Krzysztof Stelmaszyk
Krzysztof Stelmaszyk (ur. 2 marca 1959 w Warszawie) – polski aktor teatralny, filmowy, telewizyjny i dubbingowy.

## Życiorys
Na studiach został dostrzeżony jako aktor o wyrazistym emploi. W 1984 zdobył pierwszą nagrodę na II Ogólnopolskim Przeglądzie Spektakli Dyplomowych Szkół Teatralnych w Łodzi za rolę Alfa Omegi i Gościa w przedstawieniu Kariera Alfa Omegi Tuwima i Hemara w reżyserii Tadeusza Łomnickiego prezentowanym przez PWST w Warszawie. Po ukończeniu studiów rozpoczął pracę w teatrach warszawskich: Teatrze Polskim (Matka Witkiewicza), Teatrze Współczesnym, Teatrem Dramatycznym, Teatrem Montownia, Teatrem na Woli, Teatrze Narodowym.
Jako aktor filmowy zadebiutował rolą Marka w Maskaradzie (1986). Z uwagi na trudną sytuację w kraju, w 1988 wraz z ówczesną żoną i synami wyemigrował do Kanady, gdzie wcześniej zamieszkał jego brat. Po pięciu latach wrócił do Polski. W kolejnych latach wystąpił w wielu innych filmach, a także serialach telewizyjnych, m.in. Magda M., Testosteron, Och, Karol 2, Pokaż, kotku, co masz w środku czy 39 i pół, Tango z aniołem, Radio Romans, Mamuśki, O mnie się nie martw, Dziewczyny ze Lwowa czy W rytmie serca. Zajął się także dubbingiem; podłożył głos pod bohaterów animowanych produkcji wytwórni DreamWorks, takich jak Rybki z ferajny, Skok przez płot czy Wpuszczony w kanał.
W emitowanym 25 marca 2008 odcinku talk-show Kuba Wojewódzki wraz z drugim gościem, Markiem Raczkowskim, wkładali miniaturki polskich flag w atrapy psich odchodów. W sierpniu 2011 Sąd Apelacyjny w Warszawie wydał prawomocny wyrok w sprawie kary 471 tys. zł, nałożonej przez Krajową Radę Radiofonii i Telewizji na stację TVN w związku z przebiegiem programu, nakazując stacji zapłatę tej kary i zwrot kosztów procesu. Zdaniem sądu, program propagował zachowania „sprzeczne z prawem, z polską racją stanu oraz postaw i poglądów sprzecznych z moralnością i dobrem społecznym” oraz pokazał „brak szacunku dla polskiej flagi, co obraża wartości respektowane przez społeczeństwo”. Stelmaszyk tłumaczył swoje zachowanie chęcią zwrócenia uwagi na zaśmiecanie polskich parków.
Do kwietnia 2016 był zatrudniony w Teatrze Studio, z którego został zwolniony na podstawie prowadzonego przez policję dochodzenia związanego z pomalowaniem sprayem ścian gabinetu dyrektora. Następnie został aktorem Teatru Narodowego w Warszawie.

## Życie prywatne
Ma młodszego o 12 lat brata. Z pierwszego małżeństwa ma synów, Jonasza i Jana, a także córkę Janinę ze związku z Agnieszka Glińską.

## Filmografia
- 2020: W głębi lasu jako Leon Ruczaj, mąż Laury
- 2019: 39 i pół tygodnia jako Tomasz Ostoja
- 2019: Fighter jako ojciec Tomka
- 2018: Narzeczony na niby jako Franciszek Pawłowski, ojciec Szymona
- 2018: Plan B jako profesor Andrzej Wojtowicz
- 2017: Niania w wielkim mieście jako ojciec Moniki Rychter i jej przyrodniej siostry Malwiny (odc. 11)
- 2017: Ojciec Mateusz jako kustosz Roman Kudełko (odc. 216)
- 2017: Serce nie sługa jako dyrektor portalu „Pogodne morze.pl”
- 2017: Volta jako Marian, właściciel stacji tv
- 2016: 7 rzeczy, których nie wiecie o facetach jako szef Tomasza
- 2015: Listy do M. 2 jako ojciec Moniki
- 2015: Mąż czy nie mąż jako Karol Dobosz, ojciec Marty
- 2015, 2017–2019: Dziewczyny ze Lwowa jako mecenas Piotr, narzeczony Swietłany
- 2015–2021: O mnie się nie martw jako mecenas Marek Kaszuba, ojciec Marcina
- 2014: Wkręceni jako prezydent Mikulski
- 2014: Miasto 44 jako ojciec „Biedronki”
- 2014: Sama słodycz jako Benedykt Kamper
- 2013: Hotel 52 Mikołaj Filipowicz (odc. 91)
- 2012: Na krawędzi jako sędzia Edward Zawada
- 2012: Prawo Agaty jako Mateusz Frydrych (odc. 4)
- 2011: Hotel 52 jako Grzegorz Malicki (odc. 48)
- 2011: Wszyscy kochają Romana jako Artur, ojciec Doroty
- 2010–2011: Prosto w serce jako Feliks Warecki
- 2011: Pokaż kotku, co masz w środku jako Zygmunt
- 2011: Och, Karol 2 jako ochroniarz
- 2011: Ojciec Mateusz jako Witold Lachman (odc. 89)
- 2010–2012: M jak miłość jako Marek Lewicki
- 2010: Droga do raju jako ojciec Mirka
- 2010: Kołysanka jako komendant
- 2009: Synowie jako ojczym Kuby
- 2008: Mała wielka miłość jako dyrektor szkoły językowej
- 2008: Hotel pod żyrafą i nosorożcem jako Bury (odc. 1, 6 i 7)
- 2008: 39 i pół jako Tomasz Ostoja, partner Anny
- 2008–2009: Czas honoru jako SS-Standartenführer Gerhard Keller, szef gestapo w Warszawie (odc. 1-15)
- 2007: Mamuśki jako Tadeusz Sroka
- 2007: Testosteron – Stavros
- 2006: Statyści jako Ochman
- 2005: Rodzina zastępcza jako kupiec domu Kossoniów (odc. 214)
- 2005: Magda M. jako Wiktor Waligóra
- 2005–2006: Tango z aniołem jako Krzysztof Traczyński, mąż Julii
- 2004–2006 Bulionerzy – Karol Murawski
- 2004: Stacyjka jako Krzysztof
- 2004: City jako Aleksander R.
- 2003: Magiczne drzewo jako aktor Marek Turski (odc. 3)
- 2003: Ciało jako senator
- 2002: Samo życie – Paweł Dunin (odc. 1-137)
- 2000: Rodzina zastępcza jako lekarz (odc. 50)
- 2000: Izabela jako mecenas Marek
- 2000: Pół serio
- 1999: Miodowe lata – Jan Spyra (odc. 30)
- 1999: Na plebanii w Wyszkowie 1920 jako dziennikarz
- 1999: Fuks jako dyrektor Kobuz
- 1997: Hrabia Henryk
- 1997–1998: Z pianką czy bez jako Robert Roliński
- 1997: Złotopolscy jako kapitan Jerzy Wons
- 1994–1995: Radio Romans jako Andrzej Kreft
- 1993: Kuchnia polska – major Moczydłowski (odc. 5)
- 1988–1990: Mistrz i Małgorzata jako baron Meigel (odc. 2, 3) / Juda (odc. 4)
- 1988: Akwen Eldorado – komendant milicji
- 1986: Maskarada – Marek, młody aktor

## Dubbing
- 2019: Kapitan Marvel – Nick Fury
- 2018: Avengers: Wojna bez granic – Nick Fury
- 2017: Kapitan Ameryka: Pierwsze starcie – Nick Fury
- 2017: Monster Trucks – Burke
- 2016: Łotr 1. Gwiezdne wojny – historie – Saw Gerrera
- 2016: Osobliwy dom pani Peregrine – Barron
- 2016: Tarzan: Legenda – George Washington Williams
- 2016: Gdzie jest Dory? – Boja
- 2016: Zwierzogród – Komendant Bogo
- 2015: Avengers: Czas Ultrona – Nick Fury
- 2014: Wielka szóstka – Robert Callaghan
- 2014: Kapitan Ameryka: Zimowy żołnierz – Nick Fury
- 2013: Jeździec znikąd – Butch Cavendish
- 2012: Avengers – Nick Fury
- 2011: Crysis 2 – Jacob Hargreave
- 2011: Hop – Pan Hoff
- 2009: Opowieść wigilijna – Duch Tegorocznego Bożego Narodzenia
- 2009: Królewna Śnieżka i siedmiu krasnoludków – Nieśmiałek
- 2009: Noddy w Krainie Zabawek –
  - Pan Kiwacz,
  - Whizz (odc. 9),
  - Policjant Plod (odc. 4, 7)
- 2008: Opowieści z Narnii: Książę Kaspian – Król Miraz
- 2008: Piorun – Dr Ladazzo
- 2007: Lissi na lodzie – Bussi
- 2006: Wpuszczony w kanał – De Żaba
- 2006: Skok przez płot – Dwayne
- 2004: Nascar 3D –
  - Tony Eury,
  - Richard Petty,
  - Matt Kenseth
- 2004: Rybki z ferajny – Don Lino
- 2003–2005: Kaczor Dodgers – Kirk Manlord (odc. 39)
- 2003: Dobry piesek – Tata
- 2001: Wakacje: żegnaj szkoło
- 2001: Potwory i spółka – Yeti
- 2000: Babcię przejechały renifery – Frank Spankenheimer
- 2001: Harry Potter i Kamień Filozoficzny – Naczelny Goblin
- 1999–2000: Sabrina – Salem
- 1998: Walter Melon
- 1996–1997: Incredible Hulk – Agent Gabriel
- 1996: O czym szumią wierzby – Słońce
- 1996: Przygody Pytalskich – Bazalt
- 1996: Kosmiczny mecz – jeden z zawodników NBA
- 1994: Skoś trawnik tato, a dostaniesz deser – Briscol
- 1990–1993: Zwariowane melodie
- 1990: Pinokio
- 1989–1992: Chip i Dale: Brygada RR –
  - Aldrin Klordane (odc. 41-45),
  - Seymour (odc. 49),
  - lekarz, badający Bzyczka (odc. 55)
- 1988–1993: Hrabia Kaczula –
  - Kapitan,
  - Król Neptun
- 1981: Lis i Pies – Dzięcioł
- 1976–1978: Scooby Doo – Pan Spark (odc. 1)
- 1973: Robin Hood – Cyrgiel